# Lakeshore
Lakeshore è un comune del Canada, situato nella provincia dell'Ontario, nella contea di Essex.